# Torre de Coloms

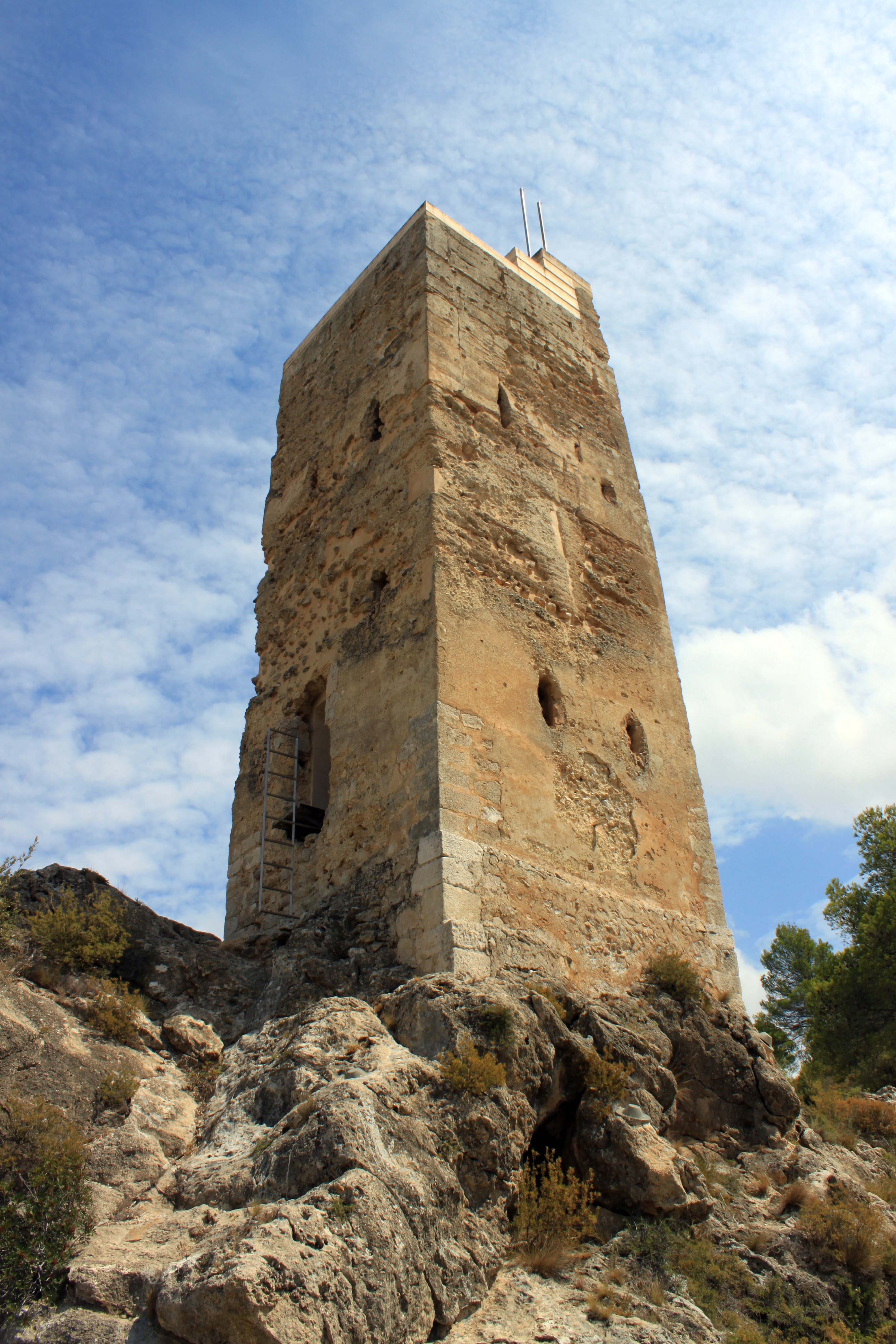
Torre de Coloms.

La Torre de Coloms es una torre albarrana integrada en el Castillo de Mogente (Valencia, España).

## Denominación
A lo largo del tiempo se ha llamado de diversas maneras. A veces, el nombre de "Torre dels Coloms" puede resultar extraño hoy entre los vecinos de Mogente, donde se la llama "torre mora" o simplemente "La torre". Según cuentan, en su día fue utilizado por los colombicultores, de donde ha cogido el nombre.

## Tipología
Esta torre sería una de las que los expertos llaman torre albarrana o exterior, torres que se situaban fuera del recinto del castillo, generalmente unidas por una muralla, o más raramente, como en este caso, aisladas. En este caso defendía tanto el castillo, como el camino de acceso, y probablemente el azud. 

## Descripción
Tiene una planta baja, un primer piso y el piso superior. Su altura es de 11 metros desde la base interior y de más de 13 m en el lugar de máxima diferencia.

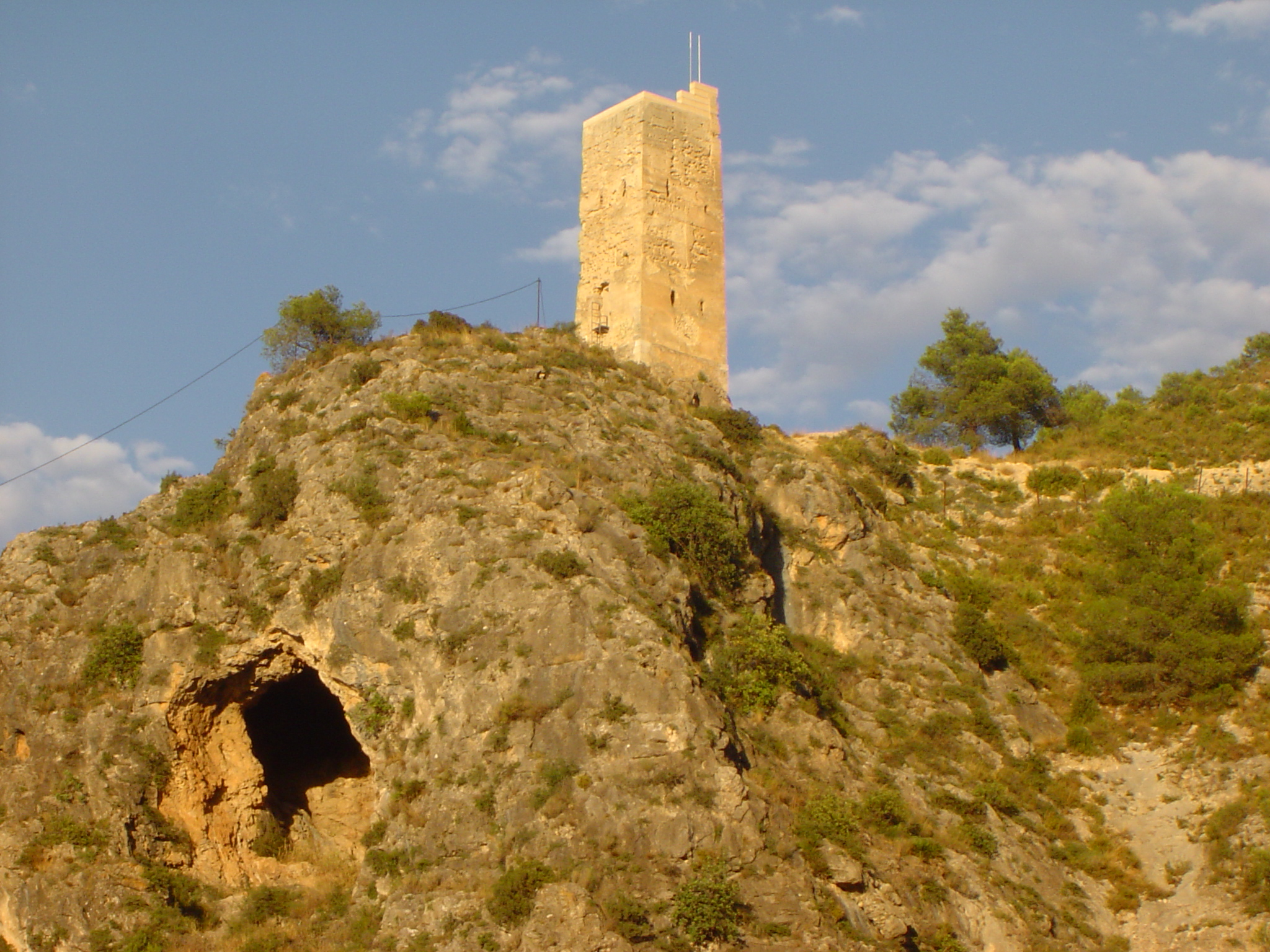
Torre dels Coloms.

Tiene los basamentos y esquinas de piedra de sillería y el resto de tapial.
Los constructores utilizaron la técnica del tapial, pero no la misma que en el resto de las construcciones del castillo: aquí las agujas o travesaños para sostener la caja en vez de ser de madera fueron de hierro. También se separaron las cajas de tapial, al menos al exterior, con ladrillos.